# 第1號交響曲 (馬勒)
D大調第1號交響曲，是古斯塔夫·马勒的第一部交响曲作品。该作品创作于1884年到1888年之间，最初的版本被命名为“巨人”交响诗。该作品在1889年在布达佩斯首演，反响不佳，但现在已名列马勒最受欢迎的作品。首演時所發表的曲目，並不是交響曲，而是兩篇交響詩。原來的詳細曲目一直被沿用到1892年後，才標以簡單的標題“巨人”（或“泰坦”）。

## 历史

### 首演
- 全世界首演：1889年11月20日，布达佩斯，由作曲家本人指挥。观众反响很差。
- 德國首演（由作曲家本人指揮）：

1. 1893年10月27日於漢堡市
2. 1894年6月3日於魏瑪市
3. 1896年3月16日於柏林市
4. 1899年3月於法蘭克福市

- 1898年3月，由作曲家本人於布拉格首演，並獲得空前成功。
- 1900年11月18日於維也納市由作曲家本人指揮。
- 英國首演：1903年10月21日由亨利·約瑟夫·伍德於倫敦舉行之逍遙音樂會演出。
- 美國首演：1909年12月16日於紐約市由作曲家本人指揮。

#### 百花
在最初的三场演出中，第一和第二乐章之间还有一个称为“百花”的乐章。该乐章原先是马勒为约瑟夫·舍菲尔的1884年话剧《赛金根的号手》（德語：Der Trompeter von Säckingen）所作的配乐中的一曲。马勒在1894年魏玛的演出之后舍弃了这个乐章。自此该乐章一直失传，直到1966年作家唐纳德·米切尔发现了它。1967年，英国指挥家和作曲家本杰明·布里顿首次在马勒去世后演出了这个乐章。如今，第1号交响曲的演出基本从不包括该乐章，只是有时候会被单独演奏。1970年尤金·奧曼迪指挥费城交响乐团首次录制了带有“百花”版本的马勒第1号交响曲。该录音已绝版多年，最近RCA又开始重新发行。现在共有大约有20个录音包括该乐章。
五乐章的最初版本被作曲家本人视为一首大型交响诗。他曾经写过一段描述该作品的文章。
在1893年汉堡首演和1894年魏玛首演中，马勒给该交响曲加以标题“巨人”。该标题与让·保罗的一部小说相同，但马勒申明该交响曲和小说没有关系。“巨人”（或“泰坦”）这个标题今天仍然经常使用。

### 出版
- 懷恩伯格，於維也納，1899年2月
- 全球出版社，於維也納，1906年5月
- 全球出版社（评述版），於維也納，1967年

## 分析

### 配器
该作品所需乐团较大，需近百名演奏者。但与马勒随后的一些交响曲不同，并非所有乐器在每个乐章中都要用到。例如一些木管和铜管乐器只在最后一个乐章出现。
| 木管乐器 2 短笛（由2长笛兼任） 4 长笛 4 双簧管 4 单簧管（降B调、D调及降E调） 低音单簧管（由1单簧管兼任） 2 英国管（由2双簧管兼任） 3 巴松管 | 铜管乐器 7 圆号 4 小号 3 长号 大号 | 打击乐器 4 定音鼓（2人演奏） 大鼓 鈸 三角铁 锣 | 竖琴 弦乐器 第一、第二小提琴 中提琴 大提琴 低音提琴 |

### 形制
该作品分为四个乐章，全长约55分钟。

#### 第一樂章
缓慢拖延地（Langsam, schleppend）

#### 第二樂章
稳定前进地（Kräftig bewegt）

#### 第三樂章
庄严准确、不拖延地（Feierlich und gemessen, ohne zu schleppen）
第三乐章葬礼进行曲从第三小节开始由低音提琴演奏一段民歌主题《雅克弟兄》（法語：Frère Jacques，在德語則是Bruder Martin，「馬丁弟兄」）的变体。这种使用低音提琴的手法在交响作品中比较罕见。马勒将这个民歌旋律从大调改为小调，因而使其具有葬礼进行曲的特性。
馬勒嘗表示，第三樂章的音樂受到畫家雅各·卡洛（Jacques Callot）畫作《獵人的送葬行列》影響：

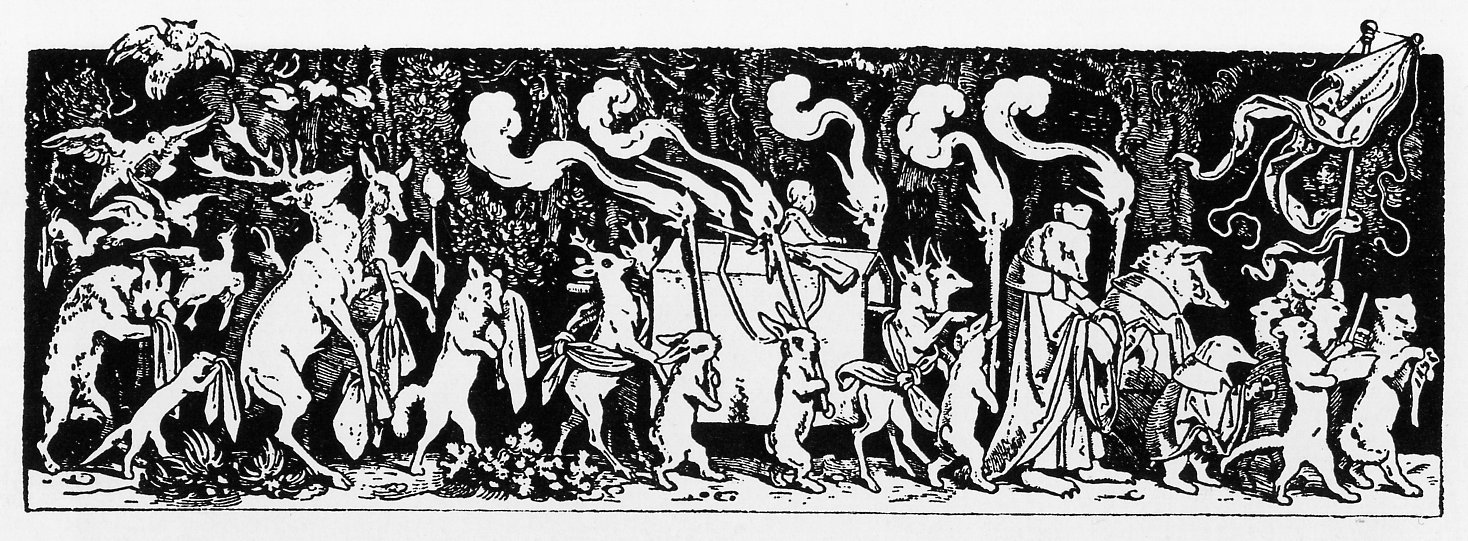
卡洛作品《獵人的送葬行列》，由莫里兹·冯·施温德再製（木雕形式，1850年）

|  | 我們的主角前面經過一個送葬隊伍，隊伍中充滿哀苦。這時，世界的痛苦配上了另一個強烈對比，也就是一個可笑的諷刺，進入了音樂。《馬丁兄弟》的送葬進行曲是由一個非常糟的樂隊演奏⋯⋯當中包含了世界的粗俗、好笑和陳腐，同時還有主角相當痛苦的悲傷。—馬勒與娜塔莉·萊希納（Natalie Lechner），1900年 |

#### 第四樂章
暴风雨般冲动地（Stürmisch bewegt）
第四樂章是全曲長度最長、最為複雜的樂章，馬勒將之喻為「從地獄到天堂」（dall'Inferno al Paradiso）的過程，經過中期的渾沌後，迎來「輝煌的勝利聖詠」（Herrlicher Siegeschoral），可說為第四樂章的音樂留下深刻的註腳。

## 评价与解读
- 该交响曲中出现了马勒的连作歌曲《流浪者之歌》中的一些主题，例如：
  - 第二曲《清晨時分，當我穿過草原》之片段[4]
  - 第四曲《那雙藍色明眸》[5]
- 有证据表明，马勒还在该作品中使用了他在其流产的歌剧《巫师》（德語：Rübezahl）中的一些旋律。[來源請求]

### 樂譜
- Mahler Symphonie Ⅰ, Revidierte Fassung. Philharmonia Partituren (No. 446).

### 專書論文
- 呂彥輝.  (碩士论文). 國立臺北教育大學. 2020.